# 蓬图瓦兹区
蓬图瓦兹区（法語：Arrondissement de Pontoise）是法国法蘭西島大區瓦兹河谷省所辖的一个区。总面积766平方公里，总人口340284，人口密度444人/平方公里（2017年）。主要城镇为蓬图瓦兹。

## 辖区
蓬图瓦兹区辖有105个市镇。